# Patrick Renault
Patrick Renault (Rabat, 22 september 1960) is een Belgisch diplomaat. Sinds 2020 is hij Belgisch ambassadeur bij de Heilige Stoel.

## Levensloop
Patrick Renault werd geboren in Rabat, Marokko. Hij studeerde rechten aan de Universiteit Namen en de Katholieke Universiteit Leuven. Vervolgens studeerde hij met een studiebeurs tussen 1984 en 1987 recht en Chinese taal in de Volksrepubliek China. Na zijn studies ging hij aan de slag als docent aan het Instituut voor Internationale Betrekkingen in Peking.
Als diplomaat was hij consul-generaal in China (1996–1997) en Australië (1998-2002), ambassadeur in Pakistan en Afghanistan (2002-2006), directeur pers en communicatie van minister van Buitenlandse Zaken Karel De Gucht (2006-2008); ambassadeur in Australië, Nieuw-Zeeland en de eilanden van de Stille Oceaan (2009-2013), ambassadeur in Argentinië, Uruguay en Paraguay (2013-2017), woordvoerder van het koninklijke paleis (2017-2018) en verantwoordelijk voor de bestrijding van cybercriminaliteit, georganiseerde misdaad, terrorismefinanciering en corruptie (2018-2020). Sinds 2020 is hij ambassadeur bij de Heilige Stoel.
Als ambassadeur bij de Heilige Stoel is hij voorzitter van de beheerraad van de Koninklijke Belgische Kerk en Stichting Sint-Juliaan-der-Vlamingen in Rome.